# Horisme alutacearia
Horisme alutacearia är en fjärilsart som beskrevs av Jean Baptiste Boisduval 1840. Horisme alutacearia ingår i släktet Horisme och familjen mätare. Inga underarter finns listade i Catalogue of Life.